# Віконт Валентія

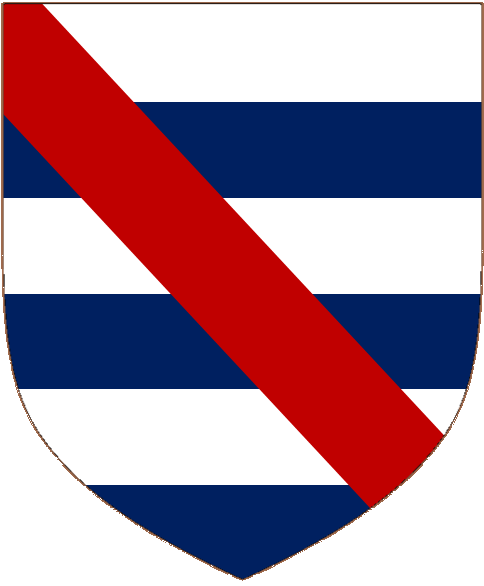
Герб віконтів Валентіа.

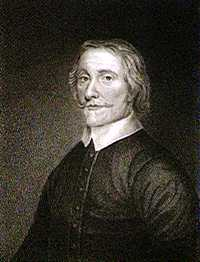
Френсіс Еннеслі — І віконт Валентіа.

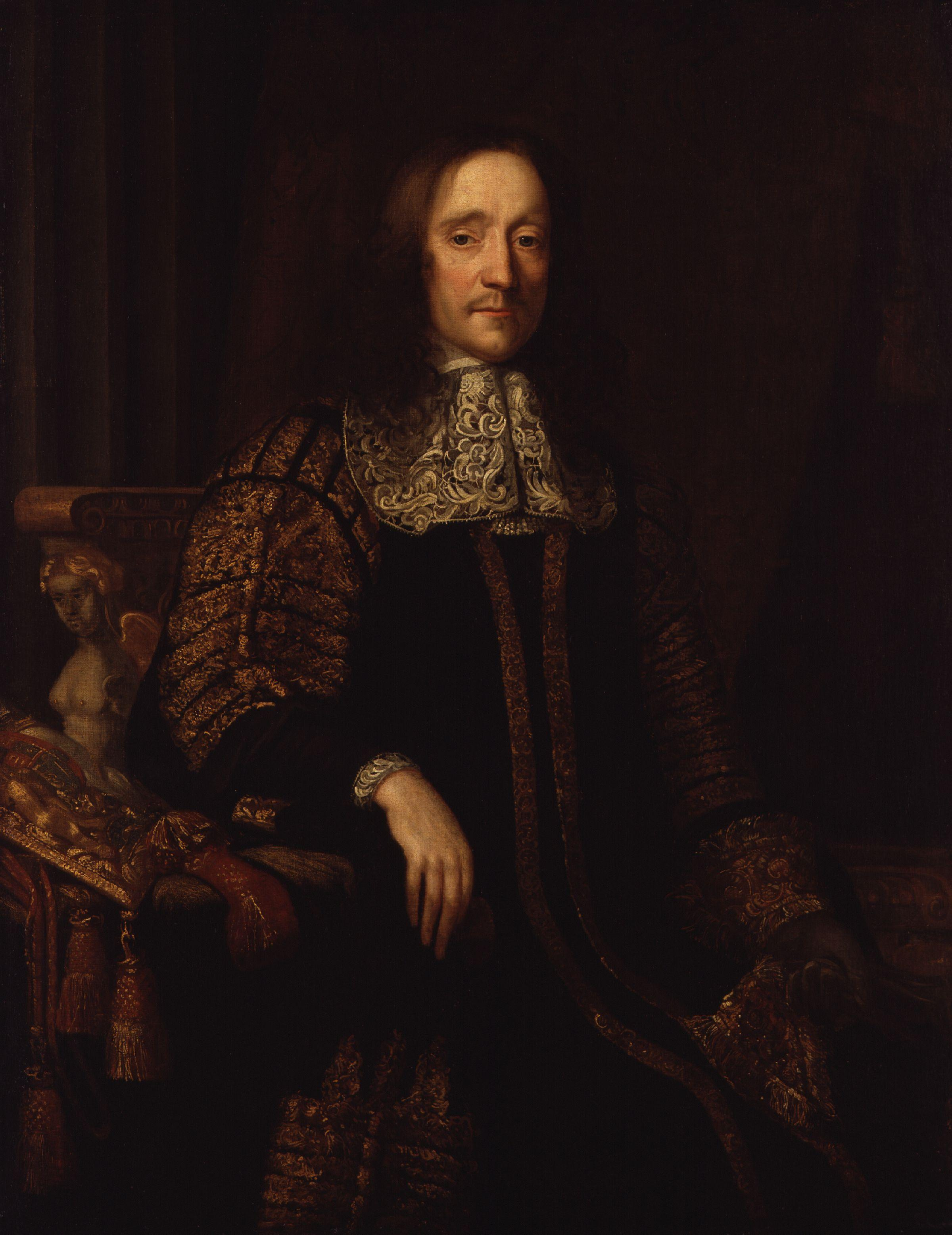
Артур Еннеслі — І граф Еннеслі. Худ. Майкл Райт.

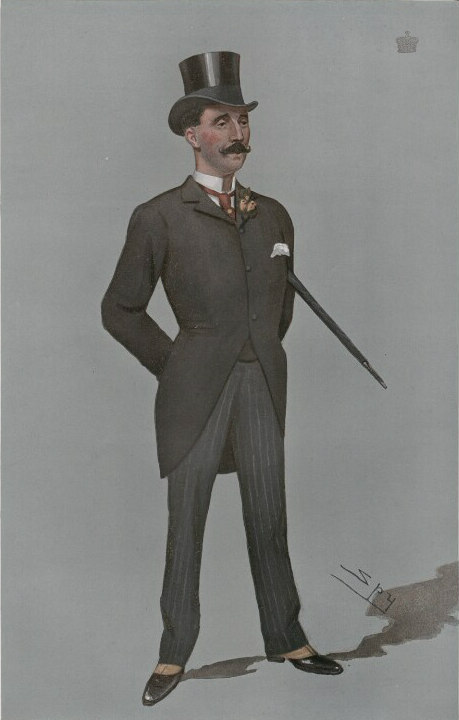
Артур Еннеслі — ХІ віконт Валентія. Карикатура «Оксфорд-сіті» Ху. Леслі Ворд.

Віконт Валентія (англ. — Viscount Valentia) — аристократичний титул в перстві Ірландії.

## Гасло віконтів Валентія
Virtutis Amore — Любов до чеснот (лат.)

## Історія віконтів Валентія
Титул віконт Валентія створювався в перстві Ірландії двічі. Вперше цей титул був створений в 1621 році для Генрі Пауера. Через рік його родич сер Френсіс Еннеслі — І баронет Еннеслі отримав грамоту в якій говорилось, що після смерті Генрі Пауера саме він успадкує титул віконта Валентія. Сер Френсіс Еннеслі належав до впливової аристократичної англо-ірландської родини, що походила з Ньюпорт-Пагнелла, що в графстві Бекінгемшир. Сер Френсіс Еннеслі був фаворитом короля Англії Якова І (Джеймса І), що дарував йому землі в Ірландії, зокрема замок Маунтнорріс, що в графстві Арма. Він був посвячений в лицарі в 1616 році, отримав звання баронета Ньюпорт-Пегнелл з графства Бекінгем в баронетстві Ірландії в 1620 році і отримав титул барона Маунтнорріс з Маунтнорріса, що в графстві Арма в 1628 році.
У 1642 році після смерті Генрі Пауера він успадкував титул віконта Валентія. Його четвертий син — його світлість Френсіс Еннеслі був батьком Вільяма — І віконта Глеролі, від якого походять графи Еннеслі. Старший син Френсіса Еннеслі — Артур Еннеслі успадкував титул і став ІІ віконтом Валентія. Він отримав титул барона Еннеслі з Ньюпорт-Пегнела, що в графстві Бекінгем. Потім отримав титул графа Англсі з Уельса в перстві Англії. Його молодший син Альтам Еннеслі отримав титул барона Альтам у перстві Ірландії 14 лютого 1681 року. Після смерті V графа Англсі в 1737 році лінія старшого сина І графа зникла. Титули успадкував його родич Річард Еннеслі, що став VI графом Англсі і VII віконтом Валентія. Але після успадкування титулу почалася судова справа. Джеймс Еннеслі претендував на графство та інші титули як син Артура Еннеслі — IV барона Альтем. Він стверджував, що у 1728 році його дядько Річард оголосив про його смерть, а насправді продав його в рабство американському плантатору. Але він втік на Ямайку, а потім повернувся до Англії в 1740 році.
11 листопада 1743 року він подав до суду на свого дядька з метою відібрати в нього титули та маєтки. Захист Річарда базувався на тому, що Джеймс не був законним сином Мері — другої дружини IV барона Альтем, а був позашлюбним сином Джоан Ленді. Вирок був на користь Джеймса — його дядька визнали винним, джеймс міг отримати титули і маєтки, але він так і не отримав нічого до своєї смерті в 1760 році, а його дядько продовжував володіти титулами, доки не помер через рік у 1761 році.
У 1761 році, після смерті VI графа, історія набула нового повороту. Його син і спадкоємець Артур прийняв титули як «VII граф Англсі». Однак легітимність Артура була оскаржена, і 22 квітня 1771 року британська палата лордів вирішила, що його претензія на англійські титули барона Еннеслі та графа Англсі недійсна і що вони зникли після смерті його батька. Проте його претензії на баронетство Ньюпорт-Пагнелл, баронство Маунтнорріс і Альтем і віконтство Валентії двічі підтверджувала ірландська палата лордів. У 1793 році йому було виплачено компенсацію, коли він був призначений графом Маунтноррісом у перстві Ірландії. Після смерті його сина — ІІ графа, графство та баронство Альтем зникли, а його наступником у баронетстві, баронстві Маунтнорріс та віконтстві Валентія стали його далекі родичі Артур Еннеслі, що став Х віконтом Валентія.
ХІ віконт Валентія отримав титул барона Еннеслі з Блетчінгтона, що в графстві Оксфорд, у перстві Об'єднаного Королівства 7 травня 1917 року. Однак цей титул зник після смерті його сина — ХІІ віконта Валентія в 1949 році. Ірландські титули успадкував його далекий родич преподобний Вільям Монктон Еннеслі, що став ХІІІ віконтом Валентія. Він також був нащадком його світлості Френсіса Аннеслі — четвертого сина першого віконта. Титул успадкував його двоюрідний брат Френсіс Дайтон Еннеслі, що підтвердив свої права на титули в 1959 році і став XIV віконтом Валентія. Він був сином Джорджа Дайтона Еннеслі, дядька ХІІІ віконта. Після смерті XIV віконта Валентія в 1983 році титул перейшов до його сина Річарда Джона Дайтона Еннеслі. Він був капітаном британської армії, потім займався фермою в Зімбабве і повернувся до Великобританії на початку 1980-х років.
На сьогодні титулом володіє його син — XVI віконт Валентія, що успадкував титул у 2005 році. Лорд Валентія також є першим баронетом Ірландії. Нинішній віконт не довів своє право на титул баронета, і тому він не входить до Офіційного списку баронетів, оскільки баронетство вважається зниклим з 2005 року.

## Віконти Валентія (перше створення титулу, 1621)
- Генрі Пауер (помер у 1642 р.) — І віконт Валентія

## Віконти Валентія (друге створення титулу, 1622)
- Френсіс Еннеслі (1583—1660) — І віконт Валентія
- Артур Еннеслі (1614—1686) — І граф Англсі, ІІ віконт Валентія (отримав титул графа Англсі в 1661 році)

## Графи Англсі (1661)
- Артур Еннеслі (1614—1686) — I граф Англсі, II віконт Валентія
- Джеймс Еннеслі (1645—1690) — II граф Англсі, III віконт Валентія
- Джеймс Еннеслі (1674—1702) — III граф Англсі, IV віконт Валентія
- Джон Еннеслі (1676—1710) — IV граф Англсі, V віконт Валентія
- Артур Еннеслі (пом. 1737) — V граф Англсі, VI віконт Валентія
- Річард Еннеслі (1690—1761) — VI граф Англсі, VII віконт Валентія

## Віконти Валентія (повернення титулу, 1761)
- Артур Еннеслі (1744—1816) — VIII віконт Валентія (отримав титул граф Маунтнорріс у 1793 році)

## Графи Маунтнорріс (1761)
- Артур Еннеслі (1744—1816) — І граф Маунтнорріс, VIII віконт Валентія
- Джордж Еннеслі (1770—1844) — ІІ граф Маунтнорріс, ІХ віконт Валентія

## Віконти Валентія (повернення титулу, 1844)
- Артур Еннеслі (1785—1863) — Х віконт Валентія
- Артур Еннеслі (1843—1927) — ХІ віконт Валентія
- Керіл Артур Еннеслі (1883—1949) — ХІІ віконт Валентія
- Вільям Монктон Еннеслі (1875—1951) — ХІІІ віконт Валентія
- Френсіс Дайтон Еннеслі (1888—1983) — XIV віконт Валентія
- Річард Джон Дайтон Еннеслі (1929—2005) — XV віконт Валентія
- Френсіс Вільям Дайтон Еннеслі (1959 р. н.) — XVI віконт Валентія

Імовірним спадкоємцем титулу є брат теперішнього власника титулу його світлість Пітер Джон Еннеслі (1967 р. н.) Спадкоємцем імовірного спадкоємця титулу є його син Вільям Лестер Дайтон Еннеслі (1999 р. н.).